# Гајзенхајм
Гајзенхајм (њем. Geisenheim) град је у њемачкој савезној држави Хесен. Једно је од 17 општинских средишта округа Рајнгау-Таунус. Према процјени из 2010. у граду је живјело 11.581 становника. Посједује регионалну шифру (AGS) 6439004.

## Географски и демографски подаци
Гајзенхајм се налази у савезној држави Хесен у округу Рајнгау-Таунус. Град се налази на надморској висини од 95 метара. Површина општине износи 40,4 km². У самом граду је, према процјени из 2010. године, живјело 11.581 становника. Просјечна густина становништва износи 287 становника/km².

## Међународна сарадња
| Мјесто | Држава    | Врста сарадње | Од    |
| ------ | --------- | ------------- | ----- |
| Трино  | Италија   | партнерство   | 1974. |
| Серенч | Мађарска  | партнерство   | 1990. |
|        | Француска | партнерство   | 1966. |
| Шовињи | Француска | партнерство   | 1970. |
| Извор  |           |               |       |